# Marols
Marols é uma comuna francesa na região administrativa de Auvérnia-Ródano-Alpes, no departamento de Loire. Estende-se por uma área de 14,94 km². Em 2010 a comuna tinha 439 habitantes (densidade: 29,4 hab./km²).